# Paradoks Moraveca
Paradoks Moraveca – odkrycie z dziedziny sztucznej inteligencji i robotyki, mówiące, że wbrew tradycyjnym przeświadczeniom, wysokopoziomowe rozumowanie wymaga niewielkiej mocy obliczeniowej, natomiast niskopoziomowa percepcja i zdolności motoryczne wymagają olbrzymiej mocy obliczeniowej. Sformułowali je w latach 80. XX wieku m.in. Hans Moravec, Rodney Brooks i Marvin Minsky. Moravec napisał: „Stosunkowo łatwo sprawić, żeby komputery przejawiały umiejętności dorosłego człowieka w testach na inteligencję albo w grze w warcaby, ale jest trudne albo wręcz niemożliwe zaprogramowanie im umiejętności rocznego dziecka w percepcji i mobilności”.
Psycholog Steven Pinker określił to jako najważniejsze odkrycie, jakiego dokonano w dziedzinie sztucznej inteligencji. W swojej książce The Language Instinct napisał:

Główną lekcją, wyniesioną z trzydziestu pięciu lat badań nad SI jest to, że trudne problemy są łatwe, a łatwe problemy są trudne. Umysłowe zdolności czterolatka, które uważamy za oczywiste – rozpoznanie twarzy, podniesienie ołówka, przejście przez pokój – faktycznie rozwiązują jedne z najtrudniejszych inżynieryjnych problemów... Gdy pojawi się nowa generacja inteligentnych urządzeń, to analitycy giełdowi, inżynierowie i ławnicy sądowi mogą zostać zastąpieni maszynami. Ogrodnicy, recepcjoniści i kucharze są bezpieczni w najbliższych dekadach.

Marvin Minsky podkreśla, że najtrudniej zaprogramować te ludzkie umiejętności, które są nieświadome. Pisze: „Generalnie, najmniej jesteśmy świadomi tych rzeczy, które nasze umysły robią najlepiej.” i dodaje „Jesteśmy bardziej świadomi prostych procesów, które nie działają dobrze, niż złożonych procesów, które działają bezbłędnie”.

## Biologiczne podstawy ludzkich umiejętności
Możliwym wytłumaczeniem paradoksu, podanym przez Moraveca, jest teoria ewolucji. Wszystkie ludzkie umiejętności są oparte na biologii i wykorzystują maszynerię powstałą w procesie selekcji naturalnej. Przez miliony lat selekcja naturalna faworyzowała ulepszenia i optymalizacje w organizmie. Im starsza jest jakaś umiejętność, tym więcej czasu trwało to ulepszanie. Myślenie abstrakcyjne pojawiło się bardzo niedawno i w konsekwencji nie powinniśmy oczekiwać, żeby jego implementacja była szczególnie efektywna:

W ośrodkach zmysłowych i motorycznych ludzkiego mózgu zakodowane jest miliard lat doświadczenia o naturze świata i o tym, jak w nim przetrwać. Świadomy proces, który nazywamy myśleniem jest, według mnie, cieniutką warstewką ludzkich myśli, efektywną tylko dzięki wsparciu o wiele starszej i o wiele potężniejszej, choć zwykle nieuświadomionej, wiedzy motorycznej. Jesteśmy wszyscy wybitnymi olimpijczykami w dziedzinie percepcji i zdolności motorycznych, tak dobrymi, że trudne zadania wydają nam się łatwe. Myśl abstrakcyjna jednak jest nową zdolnością, być może młodszą niż 100 tys. lat. Nie opanowaliśmy jej jeszcze dobrze. Nie jest ona sama z siebie wcale trudna – tylko taka się wydaje, gdy my ją wykonujemy.

Ten argument można streścić w następujący sposób:
- Powinno się oczekiwać, że trudność w odtworzeniu jakiejś ludzkiej umiejętności będzie proporcjonalna do czasu, przez jaki ta umiejętność ewoluowała u zwierząt.
- Najstarsze ewolucyjnie umiejętności są w większości nieświadome i ludzie wykonują je bez wysiłku.
- Powinno się zatem oczekiwać, że umiejętności, które ludzie wykonują bez wysiłku, będą trudne do odtworzenia, a umiejętności, które wymagają wysiłku, mogą nie być trudne.

Przykładami umiejętności, które ewoluowały przez miliony lat, są: rozpoznawanie twarzy, poruszanie się, ocena ludzkich motywacji, łapanie przedmiotów, rozpoznawanie głosu, ustalanie celów, uważna obserwacja, zdolności motoryczne, zdolności społeczne itp.
Przykładami umiejętności, które pojawiły się niedawno, są: matematyka, inżynieria, gry, logika oraz nauka. Są one trudne dla człowieka, ponieważ ludzkie ciała i umysły nie są dostosowane do ich realizacji. Ludzie mieli co najwyżej kilka tysięcy lat na ich ulepszanie, głównie przez ewolucję kulturową.

## Historyczne znaczenie dla rozwoju sztucznej inteligencji
W pierwszych latach badań nad sztuczną inteligencją, w latach 50. i 60. XX wieku, czołowi badacze przewidywali, że w ciągu 20–30 lat pojawią się maszyny dorównujące ludziom. Ich optymizm opierał się częściowo na fakcie, że udało się stworzyć programy przeprowadzające logiczne rozumowania oraz rozwiązujące problemy algebraiczne i geometryczne, co traktowano jako przejaw inteligencji. Zakładali, że skoro udało się rozwiązać „trudne” problemy, rozwiązania „łatwych”, takich jak rozpoznawanie obrazów czy przetwarzanie języka naturalnego, pojawią się szybko. Okazało się to nieprawdą, a rozwiązanie tych „łatwych” problemów okazało się niezwykle trudne.
Rodney Brooks wyjaśnia, że według pierwszych badaczy SI inteligencja była definiowana jako „umiejętność robienia tych rzeczy, które wyedukowany badacz uznawał za wyzwania”, takich jak gra w szachy, całkowanie symboliczne, dowodzenie twierdzeń i rozwiązywanie skomplikowanych problemów algebraicznych. „To, co dzieci mające cztery lub pięć lat potrafią robić bez wysiłku, jak np. odróżnianie kubka od krzesła, chodzenie na dwóch nogach czy znalezienie drogi z sypialni do salonu, nie było uważane za zdolności wymagające inteligencji”.
W latach 80. XX wieku to odkrycie wpłynęło na zmianę kierunku badań sztucznej inteligencji. Rozpowszechniło koncepcję, że aby przejawiać prawdziwą inteligencję, maszyny muszą mieć ciała i wchodzić w interakcję z prawdziwym światem. Wielu kognitywistów zaczęło podważać tezę, że myślenie można sprowadzić do przetwarzania symbolicznego. Większą popularność zaczęła zdobywać koncepcja odtwarzania inteligencji metodą „bottom-up”, polegającej na rozwiązywaniu zadań poprzez symulowanie tego, jak rozwiązuje je ludzki mózg.